# Ischnomera erdemliensis
Ischnomera erdemliensis es una especie de coleóptero de la familia Oedemeridae.

## Distribución geográfica
Habita en Turquía.